# Municipio de Pleasant (condado de Wright)
El municipio de Pleasant (en inglés: Pleasant Township) es un municipio ubicado en el condado de Wright en el estado estadounidense de Iowa. En el año 2010 tenía una población de 2475 habitantes y una densidad poblacional de 25,92 personas por km².

## Geografía
El municipio de Pleasant se encuentra ubicado en las coordenadas 42°51′51″N 93°33′28″O / 42.86417, -93.55778. Según la Oficina del Censo de los Estados Unidos, el municipio tiene una superficie total de 95.47 km², de la cual 95.47 km² corresponden a tierra firme y (0%) 0 km² es agua.

## Demografía
Según el censo de 2010, había 2475 personas residiendo en el municipio de Pleasant. La densidad de población era de 25,92 hab./km². De los 2475 habitantes, el municipio de Pleasant estaba compuesto por el 93.29% blancos, el 0.28% eran afroamericanos, el 0.2% eran amerindios, el 0.4% eran asiáticos, el 0.16% eran isleños del Pacífico, el 3.84% eran de otras razas y el 1.82% pertenecían a dos o más razas. Del total de la población el 10.83% eran hispanos o latinos de cualquier raza.